# Матч за звання чемпіона світу із шахів 1910 (Ласкер-Шлехтер)
Дев'ятий чемпіонат світу з шахів був проведений у Відні та Берліні з 7 січня по 10 лютого 1910 року. Чинний чемпіон Емануель Ласкер зіграв унічию з претендентом Карлом Шлехтером з рахунком 5 — 5 і зберіг свій титул.

## Результати
Гравець, який набирав більше очок після десяти партій, ставав чемпіоном світу. В разі нічиєї чемпіон зберігав своє звання.
|                                | 1 | 2 | 3 | 4 | 5 | 6 | 7 | 8 | 9 | 10 | Рахунок |
| ------------------------------ | - | - | - | - | - | - | - | - | - | -- | ------- |
| Карл Шлехтер (Австро-Угорщина) | ½ | ½ | ½ | ½ | 1 | ½ | ½ | ½ | ½ | 0  | 5       |
| Емануель Ласкер (Німеччина)    | ½ | ½ | ½ | ½ | 0 | ½ | ½ | ½ | ½ | 1  | 5       |